# Walter Herrmann
Wálter Herrmann Heinrich (Venado Tuerto, Província de Santa Fé, 26 de junho de 1979) é um jogador argentino de basquete. Foi campeão olímpico com a seleção argentina de basquete nos Jogos Olímpicos de Verão de 2004 e medalhista de prata no Campeonato Mundial de Basquetebol Masculino de 2002. Em 2006, Herrmann entrou para a NBA, no time Charlotte Bobcats.
Fez parte do time do Clube de Regatas do Flamengo campeão Mundial de Basquete em 2014, enfrentando o Maccabi Electra, na Copa Intercontinental de Basquete de 2014. 

## Estatísticas

### Temporada regular da NBA
| Ano      | Equipe  | PJ  | PT | MPJ  | FG%  | 3P%  | LL%  | RT  | AS | BR | PPJ |
| -------- | ------- | --- | -- | ---- | ---- | ---- | ---- | --- | -- | -- | --- |
| 2005-06  | Bobcats | 48  | 12 | 19.5 | .527 | .461 | .774 | 2.9 | .5 | .4 | 9.2 |
| 2006-07  | Bobcats | 17  | 0  | 10.2 | .385 | .346 | .900 | 2.1 | .2 | .2 | 4.0 |
| 2007-08  | Pistons | 28  | 0  | 7.1  | .392 | .289 | .800 | 1.3 | .5 | .1 | 3.0 |
| 2008-09  | Pistons | 59  | 0  | 10.7 | .396 | .342 | .760 | 1.8 | .4 | .1 | 3.8 |
| Carreira |         | 152 | 12 | 12.8 | .458 | .381 | .786 | 2.1 | .4 | .2 | 5.4 |

### Playoffs da NBA
| Ano      | Equipe  | PJ | PT | MPJ | FG%  | 3P%   | LL%  | RT | AS | BR | PPJ |
| -------- | ------- | -- | -- | --- | ---- | ----- | ---- | -- | -- | -- | --- |
| 2008     | Pistons | 4  | 0  | 6.8 | .250 | 1.000 | .500 | .3 | .0 | .0 | 1.3 |
| 2009     | Pistons | 4  | 0  | 5.5 | .375 | .500  | .000 | .3 | .5 | .3 | 2.0 |
| Carreira |         | 8  | 0  | 6.1 | .333 | .600  | .500 | .3 | .3 | .1 | 1.6 |

1. ↑  «Flamengo faz história e é campeão Mundial de Basquete». Estado de São Paulo